# فرودگاه امبرو
فرودگاه امبرو (به انگلیسی: Embarras Airport) یک فرودگاه همگانی است. این فرودگاه در کشور کانادا قرار دارد و در ارتفاع ۲۳۷ متری از سطح دریا واقع شده است.